# Білуха Микола Тимофійович
Мико́ла Тимофі́йович Білу́ха (17 січня 1923, с. Мошорине, нині Знам'янського району Кіровоградської області — 4 липня 2015) — український економіст, доктор економічних наук (1973), професор (1979), Заслужений діяч науки і техніки України (1991), академік Міжнародної академії оригінальних ідей (1992).
Був професором кафедри фінансового аналізу й контролю на факультеті обліку, аудиту та економічної кібернетики Київського національного торговельно-економічного університету.

## Біографія
У 1940 році почав навчатися в Кіровоградському педагогічному інституті. У 1940 році за реферат «Історичні основи поеми Шевченка „Гайдамаки“» заарештований і засуджений до 10 років позбавлення волі. У 1947 році звільнений за відсутності складу злочину. Продовжив навчання в Українському поліграфічному інституті на факультеті журналістики у Львові. У 1948 році заарештований вдруге без пред'явлення звинувачень за рішенням Особливої наради при Міндержбезпеки СРСР. Засуджено як українського націоналіста на довічне заслання до Сибіру. У концтаборах ГУЛАГу, відбув покарання 15 років. Звільнено й реабілітовано у 1954 році.
Заочно у 1956 році завершив навчання в Українському поліграфічному інституті й у Московському фінансовому інституті (1957). У 60-х роках перебував під наглядом держбезпеки у Києві, був засланий до Тюмені. Після реабілітації у 1954–1955 роках працював учителем української мови у Добровеличківській середній школі Кіровоградської області. У 1955–1957 роках працював літературним редактором журналу «Перець», у 1957—1960 роках працював бухгалтером, економістом, фінансистом-ревізором, у 1955—1960 роках працював головним методологом з обліку, фінансового контролю і комп'ютеризації управління в Українській Раді народного господарства.
Від 1966 року — на науково-педагогічній роботі: в Науково-дослідному інституті автотранспорту, Проектно-технологічному інституті автоматизованих систем управління (1972), Київському економічному університеті, Київському торгово-економічному інституті, (від 1977 року — завідувач кафедри аудиту), Національному університеті «Києво-Могилянська академія». Запровадив українську економічну термінологію з бухгалтерського обліку, фінансового контролю і економічного аналізу, уклав глосарій української бухгалтерії. Ця термінологія застосовується в науковій літературі, нормативних актах із бухгалтерського обліку і контролю, судово-бухгалтерської експертизи. Автор проектів автоматизації бухгалтерського обліку, аналізу і контролю на ЕОМ. Засновник української наукової школи бухгалтерського обліку, аналізу й аудиту. Засновник і президент Асоціації бухгалтерів і аудиторів України. Підготував біля 90 докторів і кандидатів економічних наук. Помер 4 липня 2015 року.

## Нагороди та відзнаки
- Орден «За заслуги» ІІІ ступеня (1998) за розробку і впровадження комп'ютерних технологій в Україні
- Почесна відзнака-хрест "За заслуги в боротьбі за волю України" (2001)
- Орден «За заслуги» ІІ ступеня (2005) за реформацію вищої освіти в Україні за міжнародними стандартами
- Почесна грамота Верховної Ради «За особливі заслуги перед українським народом» (2003)
- Знак «Петро Могила» (2008) за створення наукової школи і оригінальних україномовних монографій і підручників
- Знак «Відмінник освіти України»
- 24 березня 2012 р. М. Т. Білусі призначено довічну державну стипендію[2][3]

## Наукові праці
- Бухгалтерський облік на автотранспортних підприємствах: Монографія. К., 1961
- Ревізія і контроль на автотранспорті: монографія. К.: 1962
- Основи господарського обліку: Підручник. К.: 1964
- Економіка, організація і планування на автомобільному транспорті: Підручник К., 1976
- Бухгалтерський облік у торгівлі: Підручник. К., 1983.
- Теория финансо-хозяйственного контроля: Учебник. К.: 1990
- Контроль и ревизия в отраслях народного хозяйства: Монография. М., 1992
- Судово-бухгалтерська експертиза: Підручник. К., 1992
- Теорія фінансово-господарського контролю і аудиту: Підручник. К., 1994
- Аудит у бізнесі: Монографія. К., 1994
- Основи наукових досліджень: Підручник. К.: 1997
- Курс аудиту: Підручник. К., 1999, 2000
- Аудит: Учебник Москва, 2001
- Теорія бухгалтерського обліку: Підручник. К., 2000
- Методологія наукових досліджень: Підручник. К., 2002
- Судово-бухгалтерська експертиза: Підручник. К., 2004
- Фінансовий контроль: теорія, ревізія, аудит: Підручник. К., 2005, 2006